# Live at the Zoom Club
Live at the Zoom Club, Frankfurt am Main is een bootleg, die later is uitgebracht in de fanclubserie van de Britse groep King Crimson.

## Geschiedenis en bezetting
Op deze opname, die overigens van matige kwaliteit is, is wel goed te horen dat deze vijf heren, die kort daarvoor King Crimson heroprichtten, nog dolende en zoekende zijn. King Crimson bestaat dan uit:
- Robert Fripp - gitaar, mellotron;
- David Cross - viool, fluit, mellotron;
- John Wetton - basgitaar, zang;
- Bill Bruford - drums;
- Jamie Muir - percussie en van alles en nog wat.

Het concert bestaat uit 90 % improvisatie, zelfs controlfreak Robert Fripp moet er aan geloven.

## Composities
1. CD1
  1. Larks' Tongue in Aspic (Part I);
  2. Book of Saturday;
  3. Zoom;
  4. Improv: Zoom Zoom.
2. CD2
  1. Easy Money;
  2. Improv: Fallen Angel;
  3. Improv: Z’Zoom;
  4. Exiles;
  5. The Talking Drum;
  6. Larks’ Tongue in Aspic (Part II)

## Trivia
- Het concert viel koud op het dak van de bezoekers; in april 1971 was men ook in deze club geweest en toen speelde King Crimson het standaardrepertoire van toen, echte symfonische rock, nu dus bijna geheel improvisatie;
- de omschrijving van Muir van de overige muzikanten: Cross is erg bescheiden en rustig; Fripp is de zakelijke van de groep, maar deed dat met plezier, Wetton is de nuchtere (van karakter) en Bruford blijft altijd kalm;
- Alhoewel de geluidskwaliteit matig is was ook Muir blij met deze uitgave vanwege de historie; hij had een alternatief voor de titel: The Benefits of Drowning; ze sprongen hier in het diepe en moesten wel wat proberen en kwamen uiteindelijk weer boven.

Jaren 60: mei, juni 1969; Marquee Londen · 5 juli 1969; Hyde Park Londen · 21/22 november 1969; San Francisco
Jaren 70: 11 mei 1971; Plymouth · 10 augustus 1971; Marquee Londen · 16 oktober 1971; Brighton · 13 december 1971; Detroit · 26 februari 1972: Jacksonville · 27 februari 1972;Orlando · 12 maart 1972; Denver radio · 13 maart 1972; Denver live · 27 maart 1972; Boston · 13 oktober 1972; Frankfurt am Main · 17 oktober 1972; Bremen · 13 november 1972; Guildford · 15 november 1973; Zürich · 29 maart 1974; Heidelberg · 30 maart 1974; Mainz · 1 april 1974: Kassel · 24 juni 1974, Toronto· 1 juli 1974, New York
Jaren 80: 30 april 1981; Bath · 30 juli 1982; Philadelphia · 2 augustus 1982; New York · 13 augustus 1982; Berkeley · 25 augustus 1982; Cap D’Agde · 29 september 1982; München · 17-30 januari 1983; studiowerk · mei-november 1983
Jaren 90: VROOOM sessies;april/mei 1994; studio · 1 juli 1995; Wiltern · 20-25 november 1995; Broadway · 29 november 1995; Chicago · 26 augustus 1996; 2e maal Philadelphia · mei 1997; Nashville studio · 1-4 december 1997 (P1) · 4 juni 1998; Chicago (P2) · 1 juli 1998; Northampton (P2) · 1 november 1998; San Francisco (P4) · 25 maart 1999; Austin (P3)
Jaren vanaf 2000: 11 juni 2000; Warschau · 9/10 november 2001; Nashville live · 3 maart 2003: Alexandria (P3) · april 2003 · najaar 2003; Japan · 20 juni 2003; Milaan · 16 november 2003; New Haven ·  28 juni 2017; Chicago